# Коржова, Наталья Артёмовна
Наталья Артёмовна Коржова (8 апреля 1958, Сарканд, Талды-Курганская область) — экс-министр финансов Республики Казахстан, доктор экономических наук.

## Биография
Девичья фамилия — Полийчук
Родилась 8 апреля 1958 года в городе Сарканде Талды-Курганской области (сейчас входит в состав Алматинской области).
В 1975 году была рабочей Алма-Атинского табачного комбината.
В 1979 году с отличием окончила Алма-Атинский институт народного хозяйства, по специальности «финансы и кредит»
В 1979—1985 годах — экономист, старший экономист, начальник отдела — заместитель начальника управления финансирования социального обеспечения Министерства финансов Казахской ССР.
Находясь на государственной службе, занимала руководящие государственные должности как административные, так и политические.
В течение трех лет являлась членом Правительства Республики Казахстан — Министром труда и социальной защиты населения Республики Казахстан.
С 1999 года по 2002 год — вице-министр финансов Республики Казахстан.
С 2002 года по 2005 год являлась вице-министром, первым вице-министром экономики и бюджетного планирования Республики Казахстан.
С 18 января 2006 по 14 ноября 2007 года являлась министром финансов Республики Казахстан.
С 4 мая 2008 года является ответственным секретарем Министерства Финансов РК.
Член Комиссии по правам человека при Президенте Республики Казахстан.
Имеет научные публикации в специальных и периодических изданиях.
Президент Федерации женского футбола и мини-футбола Республики Казахстан.
Замужем, имеет сына.

## Награды
- Орден Курмет (2001)[5]
- Орден Парасат (2009)[6]
- Орден «Барыс» 3 степени (2016)[7]